# ویلانوا سولاردا
ویلانوا سولاردا (به ایتالیایی: Villanova sull'Arda) یک کومونه در ایتالیا است که در استان پیاچنزا واقع شده‌است. ویلانوا سولاردا ۳۶٫۵ کیلومتر مربع مساحت و ۱٬۹۳۶ نفر جمعیت دارد و ۴۲ متر بالاتر از سطح دریا واقع شده‌است.